# Sueviota larsonae
Sueviota larsonae är en fiskart som beskrevs av Richard Winterbottom och Hoese, 1988. Sueviota larsonae ingår i släktet Sueviota och familjen smörbultsfiskar. Inga underarter finns listade i Catalogue of Life.